# 1858 w polityce

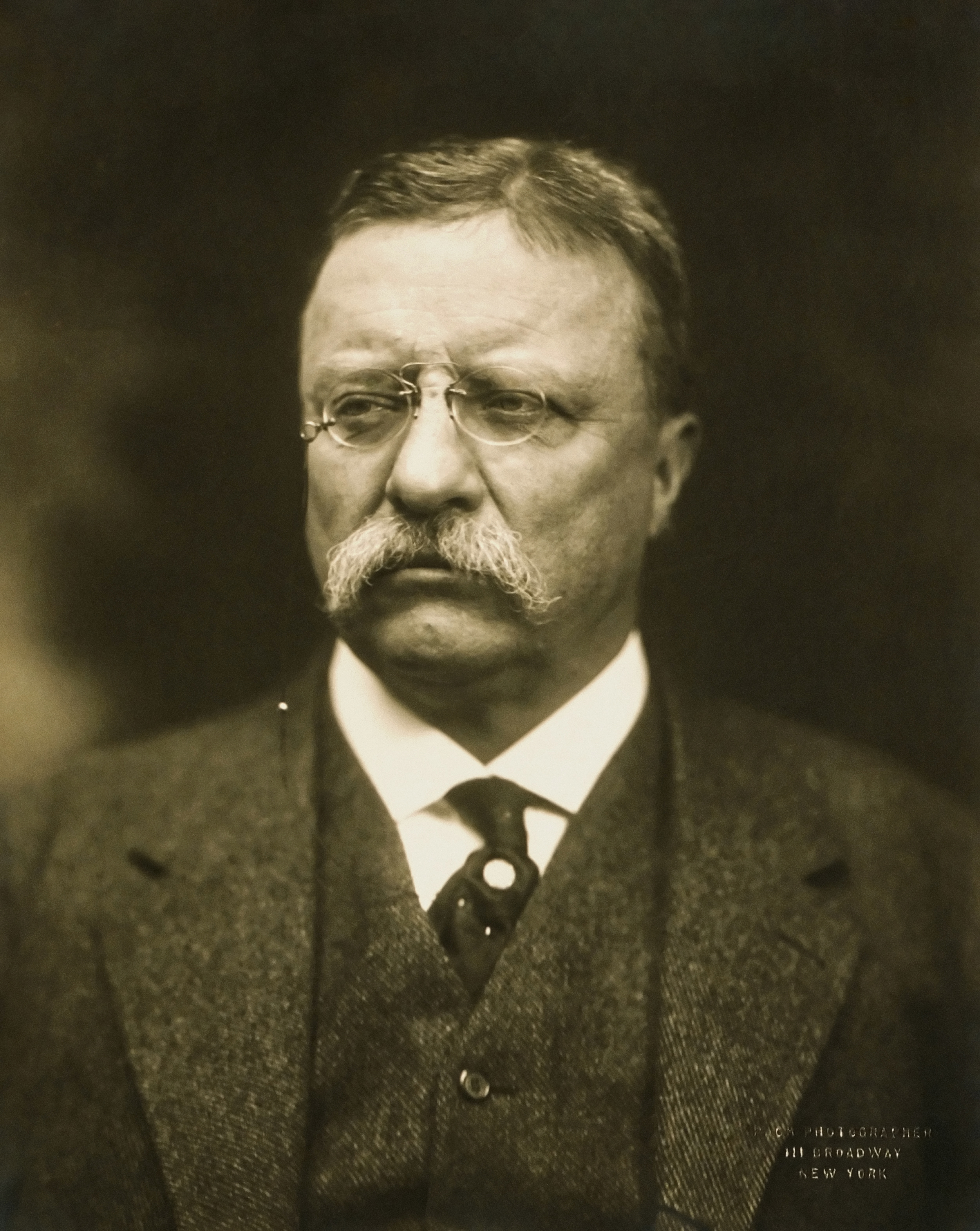
Theodore Roosevelt

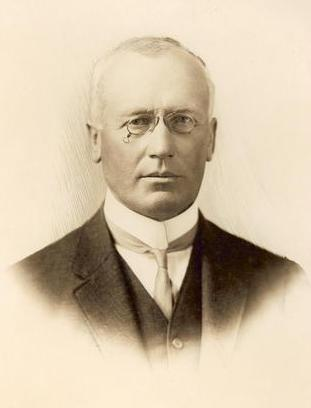
William Irvine

Wydarzenia polityczne w 1858 roku.

## Urodzili się
- 6 lipca – William Irvine, australijski polityk[1].
- 27 września – Michał Kajka, bojownik na rzecz polskości Mazur[2].
- 27 października – Theodore Roosevelt, prezydent Stanów Zjednoczonych, laureat pokojowej Nagrody Nobla[3].

## Zmarli
- 22 stycznia – Ludwik II, książę Badenii[4].
- 8 listopada – Benjamin Butler (ur. 1795), prokurator generalny USA[5].